# Andrzej Franciszek Dowkontt
Andrzej Franciszek Dowkontt (ur. 17 sierpnia 1866 w Petersburgu, zm. 31 stycznia 1948 w pobliżu Rogowa) – polski inżynier technolog.

## Życiorys
W roku 1886 ukończył klasyczne gimnazjum w Petersburgu. W roku 1892 Fakultet Matematyczno-Fizyczny Uniwersytetu w Petersburgu. W roku 1896 uzyskał tytuł inżyniera technologa Instytutu Technologicznego w Petersburgu.
Karierę zawodową rozpoczął w 1896 r. w Fabryce Braci Morozowych w Twerze. Uczestniczył przy projektowaniu i budowie oddziału tkackiego oraz kierował warsztatem remontowo-produkcyjnym oraz odlewnią żeliwa i metali kolorowych. Następne od 1897 r. pracował w Fabryce Parowozów w Charkowie, kolejno jako inżynier w biurze konstrukcyjnym, oddziale produkcji kotłów i żelaznych konstrukcji mostowych, w oddziale obróbki części parowozowych, przy montażu parowozów i przy budowie obrabiarek. Mianowany głównym inżynierem tej fabryki. W latach 1902–1906 przebywał w Warszawie, gdzie pełnił funkcję dyrektora w Fabryce obrabiarek „Gerlach i Pulst”. W 1906 r. wrócił do Rosji gdzie został dyrektorem w stoczni w Mikołajowie (okręty i szeroko pojęte wyroby przemysłu stalowego i ciężkiego). Jednak myślami pozostaje w kraju, gdzie w 1910 r. organizuje Towarzystwo Akcyjne dla produkcji sztucznego jedwabiu w Warszawie. M.in. nadzorował projektowanie i budowę fabryki w Boryszewie pod Sochaczewem. Firma ostatecznie otrzymała nazwę „Towarzystwo Akcyjne Sochaczewskiej Fabryki Sztucznego Jedwabiu”.
Po wybuchu I wojny światowej ponownie wyjechał do Rosji gdzie objął stanowisko dyrektora Fabryki „B-cia Ajwaz” w Petersburgu. W 1916 r. nadzorował projektowanie, budowę i uruchomienie fabryki wyrobów metalowych w Suchonie k. Wołogdy dla koncernu Braci Stachiejew.
W trakcie rewolucji październikowej wyjechał na południe Rosji, a później, w trakcie trwania wojny domowej w Rosji, do Gruzji i Turcji, gdzie zajmował się prowadzeniem własnych interesów. Przebywał kolejno w Jałcie, Soczi, Batumi i Konstantynopolu. Do Polski wrócił wraz z rodziną w roku 1920.
Po powrocie odbudowywał zniszczoną podczas działań wojennych Fabrykę Sztucznego Jedwabiu, ale pod nową nazwą Sochaczewska Fabryka Prochu. Następnie rozpoczął pracę dla przedsiębiorstw państwowych. W 1922 r. w Państwowej Wytwórnia Broni w Radomiu i Fabryce Sprawdzianów w Warszawie. Brał również udział przy projektowaniu, budowie i uruchomieniu Wytwórni Broni w Radomiu oraz fabryk przemysłu metalowego w Skarżysku i Kraśniku. W 1927 r. został vice-dyrektorem do spraw technicznych w Państwowej Wytwórni Uzbrojenia (P.W.U.) w Warszawie. Był również udziałowcem i członkiem zarządu Chodakowskiej Fabryki Włókien Chemicznych.
Po wybuchu wojny w 1939 r. został doradcą technicznym w Warszawskiej Fabryce Karabinów znajdującej się pod przymusowym nadzorem firmy Steyer. Aresztowany przez Niemców za stawianie biernego oporu i za występowanie w obronie pracowników. Więziony na Pawiaku w Warszawie gdzie był torturowany. Dzięki staraniom, znajomościom i wsparciu finansowemu całej rodziny został wykupiony i zwolniony z aresztu w roku 1942.
W 1945 r. rozpoczął pracę w Centralnym Zarząd Przemysłu Zbrojeniowego (Uzbrojeniowego) jako radca, a od 1946 r. w Zjednoczeniu Przemysłu Budowy Maszyn Włókienniczych w Łodzi i w jego delegaturze w Warszawie. Pozostał związany z przemysłem włókienniczym aż do śmierci.
Zmarł w pociągu relacji Łódź-Warszawa w pobliżu stacji kolejowej Rogów. Pochowany został na cmentarzu Powązkowskim (kwatera 131-5-30).

## Życie prywatne
Był synem Jerzego Piotra Dowkontta (Jurgis Petras Daukantas), lekarza medycyny, i Marii z Kaczanowskich. W 1904 ożenił się z Heleną Anną Rekosz, córką przemysłowca Mikołaja Franciszka Rekosza (Mikalojus Pranciškus Rekošas). W 1906 urodził się ich syn Jerzy Bohdan (profesor Politechniki Warszawskiej), w 1909 córka Helena Bogumiła Grześkiewicz (artysta plastyk), a w 1914 syn Szymon Bogusław.

## Ordery i odznaczenia
- Krzyż Komandorski Orderu Odrodzenia Polski (10 listopada 1928)[10]

## Upamiętnienie
Imię Andrzeja Franciszka Dowkontta nadano ulicy w Radomiu, zlokalizowanej pomiędzy pierwotną lokalizacją Fabryki Broni Łucznik i jej osiedlem robotniczym.